# چندرنگ‌واران
چندرنگ‌واران (نام علمی: Polychrotidae) نام یک تیره از زیرراسته ایگوآناسانیان است.